# 100トンソン・ギャラリー
「100トンソン・ギャラリー」(英語:100 Tonson Gallery、タイ語:100 ต้นสนแกลเลอรี่）は、タイ王国バンコクにある私設の現代アートギャラリー。

## 概要
100トンソンの名称はギャラリーのある通りの名と番地からつけられた。ギャラリーは個人の私有地の中にあり、総床面積は100m²。タイの私設アートギャラリーの旗手として、現代アートの可能性を後押し、急速に発展する視覚芸術文化に方向性を提示することを目的に設立された。年に4-6回のタイ人アーティスト、海外アーティストの企画展を行っている。展示作品は、絵画、彫刻、写真、インスタレーション・アートから、ニューメディア、コンセプチュアル・アートなど多岐に渡る。ギャラリーの収益の一部は、バンコクに拠点を持つ孤児支援組織「すべての児童の友基金」（英語：Friends for All Children Foundation:FFAC、 タイ語：มูลนิธิมิตรมวลเด็ก）などに寄付される。
開館時間: 木曜日-日曜日 11:00 - 19:00

## 所在地
- バンコク パトゥムワン区 プルーンチット通り ソイ・トンソン 100
- BTSチットロム駅下車